# Aces Game Studio
Aces Game Studio war ein US-amerikanisches Entwicklungsstudio der Microsoft Game Studios mit Sitz in Redmond, welches den Microsoft Flight Simulator und den Microsoft Combat Flight Simulator entwickelte. Die Schließung des Studios erfolgte am 22. Januar 2009 im Rahmen einer Entlassungswelle, die letztendlich 5000 Microsoft-Mitarbeiter betraf. Zum Zeitpunkt der Schließung arbeitete das Studio an einer weit fortgeschrittenen Nachfolgeversion der Zugsimulation Microsoft Train Simulator; das Projekt wurde nie fertiggestellt.
Im Oktober 2009 gründeten ehemalige Aces-Mitarbeiter, unter anderem Rick Selby und Kathie Flood, ein neues Studio namens „Cascade Game Foundry“ mit Schwerpunkt auf der Entwicklung von Simulationsspielen.